# 啓明学園中学校・高等学校
啓明学園中学校・高等学校（けいめいがくえん ちゅうがっこう・こうとうがっこう）は、東京都昭島市拝島町に所在し、中高一貫教育を提供する私立中学校・高等学校。
高等学校において、中学校から入学した内部進学の生徒と高等学校から入学した外部進学の生徒の間で、第1学年から混合してクラスを編成する併設混合型中高一貫校 。

## 沿革
- 1940年　三井高棟の三男・三井高維が帰国子女のために啓明学園（小学校）を開設
- 1941年　中学部、高等女学部を設置
- 1978年　週5日制に移行
- 2000年　生徒寮を閉寮

## 交通

### 鉄道
- 拝島駅（JR青梅線・五日市線・八高線・西武拝島線）より徒歩20分

### 路線バス
出典 : 
| 運行事業者 | 乗車駅       | 系統     | 下車停留所                  |
| ---------- | ------------ | -------- | --------------------------- |
| 西東京バス | 京王八王子駅 | ひ06     | 「啓明学園」、徒歩1分       |
| 立川バス   | 立川駅       | 立82     | 「啓明学園」、徒歩1分       |
| 立川バス   | 拝島駅       | 昭32     | 「啓明学園」、徒歩1分       |
| 立川バス   | 拝島駅       | 西ルート | 「拝島郵便局」、徒歩2分     |
| 立川バス   | 拝島駅       | 拝12-2   | 「やまのかみ会館」、徒歩5分 |

### スクールバス
拝島駅・八王子駅発着のスクールバスがある 。生徒及び教職員のみの利用が可。行事の際は保護者も利用できる。運行は大新東。使用車両は拝島方面は日野・レインボー、八王子方面はトヨタ・SORA。

## 主な関係者

### 出身者
- 石川征太郎（指揮者）
- 稲吉紘実（CIデザイナー、グラフィックデザイナー、芸術家、高等学校卒業）
- 狩野岳也（政治家）
- 城田純（モデル）
- 中村喜四郎（政治家）
- 深作ヘスス（政治家）
- ハウス加賀谷（お笑い芸人、中退）
- 藤沢文翁（劇作家・舞台演出家）
- 吉増剛造（詩人、中学校のみ）
- ユージ（モデル、中退）

### 教職員・関係者
- 中田羽後（元音楽教師、音楽家）
- 芦沢真矢（高校硬式野球部元監督）
- 田中幸雄（高校硬式野球部監督）

## 主な建造物
- 重要文化財北泉寮